# Spy × Family Code: White
Spy × Family Code: White (劇場版 SPY×FAMILY CODE: White?) lit. Spy × Family Código: Blanco, es una película de anime japonesa dirigida por Takashi Katagiri, con guion de Ichirō Ōkouchi, producida por Wit Studio y CloverWorks, y distribuida por Tōhō. Se basa en un manga del mismo nombre de Tatsuya Endō y se estrenó en los cines de Japón el 22 de diciembre de 2023. El elenco de actores de voz de la serie de televisión también está listo para repetir sus papeles.

## Sinopsis
Loid Forger, también conocido como el agente Twilight, recibió una orden para que lo reemplazaran en la Operación Strix. Mientras tanto, Anya Forger participa en un concurso de cocina en Eden Academy, con una Stella como recompensa rumoreada. Para evitar que ocurra el reemplazo, Loid decide ayudar a Anya a ganar la competencia preparando la comida favorita del director. Los Forger deciden viajar a la región de origen de la comida y desencadenan accidentalmente una cadena de acciones que podrían poner en riesgo la paz mundial.

## Reparto
| Personaje | Actor de voz original | Actor de doblaje | Actor de doblaje  |
| --- | --------------------- | ---------------- | ----------------- |
| Loid Forger (ロイド・フォージャー?) / Twilight (黄昏 Tasogare?)                                               | Takuya Eguchi         | Jesús Motos      | Miguel de León    |
| Yor Forger (ヨル・フォージャー?) / Thorn Princess (いばら姫 Ibara Hime?)                                      | Saori Hayami          | Mireia López     | Romina Marroquín  |
| Anya Forger (アーニャ・フォージャー?)Yor Forger (ヨル・フォージャー?) / Thorn Princess (いばら姫 Ibara Hime?) | Atsumi Tanezaki       | Majo Montesinos  | Elizabeth Infante |
| Bond Forger (ボンド・フォージャー?)                                                                           | Kenichirō Matsuda     |                  | Brandon Montor    |
| Narrador | Kenichirō Matsuda     |                  | Carlos Torres     |
| Domitri (ドミトリ?)                                                                                           | Tomoya Nakamura       |                  | Igor Cruz         |
| Luka (ルカ?)                                                                                                  | Kento Kaku            |                  | Geno Sánchez      |
| Snyder (スナイデル?)                                                                                          | Banjō Ginga           |                  | Dafnis Fernández  |
| Type F (タイプF?)                                                                                             | Shunsuke Takeuchi     |                  | Héctor Moreno     |

## Producción
La película se anunció en el evento Jump Festa 2023 en diciembre de 2022 con la supervisión de Tatsuya Endo. En una presentación en el evento AnimeJapan 2023 el 25 de marzo de 2023, se anunció que la película se titularía "Spy × Family Code: White" y sería dirigida por Takashi Katagiri, con guion de Ichirō Ōkouchi y producida por Wit Studio y CloverWorks. El 12 de septiembre de 2023, se anunció que Tomoya Nakamura y Kento Kaku se unirán al elenco como los dos villanos originales de la película llamados Dmitri y Luka. El 22 de septiembre de 2023, se anunció que Banjō Ginga y Shunsuke Takeuchi fueron elegidos para el papel de otros dos villanos, Snyder y Type F.

### Música
El 30 de octubre de 2023, las redes sociales oficiales del anime lanzaron otro avance de la película, que anunciaba la canción "Soulsoup" de Official Hige Dandism como el tema principal,así como el segundo tema final. El día del estreno, revelaron que la canción Hikari no Ato (光の跡, "Trails of Light"), interpretada por Gen Hoshino, se utilizó para el primer tema final.

## Marketing
El 2 de julio de 2023, se anunció que la película tendría un proyecto de colaboración con Street Fighter 6. También se reveló una ilustración dibujada por el ilustrador y diseñador de Capcom, Chisato Mita. El 10 de julio de 2023, se anunció otro proyecto de colaboración con la película Mission: Impossible - Dead Reckoning Part One. Junto con el anuncio, se lanzó una ilustración de póster de parodia, en la que los personajes principales de Code: White reemplazan al elenco de Mission: Impossible, y un video destacado de la película Mission: Impossible, narrado por los actores de voz de Code: White.

## Recepción

### Taquilla
Spy × Family: Code White debutó en el primer lugar de la taquilla japonesa, recaudando 1.224 millones de yenes (8.6 millones de dólares) con 866.436 entradas vendidas en su primer fin de semana. En su segundo fin de semana, la película recaudó 800 millones de yenes (5.53 millones de dólares), con 585.000 entradas vendidas. En su tercer fin de semana, la película recaudó 550 millones de yenes (3.81 millones de dólares) con 399.000 entradas vendidas, permaneciendo en el primer lugar de la taquilla japonesa por tercera semana consecutiva. Hasta el 7 de enero, la película ha recaudado en total 4.400 millones de yenes (30.47 millones de dólares) con 3.29 millones de entradas vendidas.